# Noptinte
Le noptinte est une langue amérindienne de la famille des langues yokuts parlée aux États-Unis, dans sud de la Californie.

## Histoire
Les Noptinte, qui étaient au nombre de 1 800 en 1816, vivaient dans six villages installés sur le cours inférieur de la rivière San Joaquin. Ils sont entrés en contact avec les Espagnols en 1809. Vers 1850, ils avaient presque complètement disparu.

## Connaissance de la langue
Entre 1816 et 1823, de nombreux Noptinte sont déplacés de force vers la mission proche de San Juan Bautista. C'est là qu'un franciscain, Felipe Arroyo de la Cuesta, recueille des éléments de grammaire de la langue, dont le manuscrit a été conservé.

## Grammaire

### Numéraux
Les nombres de un à dix sont :
yesths

ponoi

soppin

jotponoi

yitsinil

cholpi

nomchil

munós

sioponojot
thrieu